# بصيرة

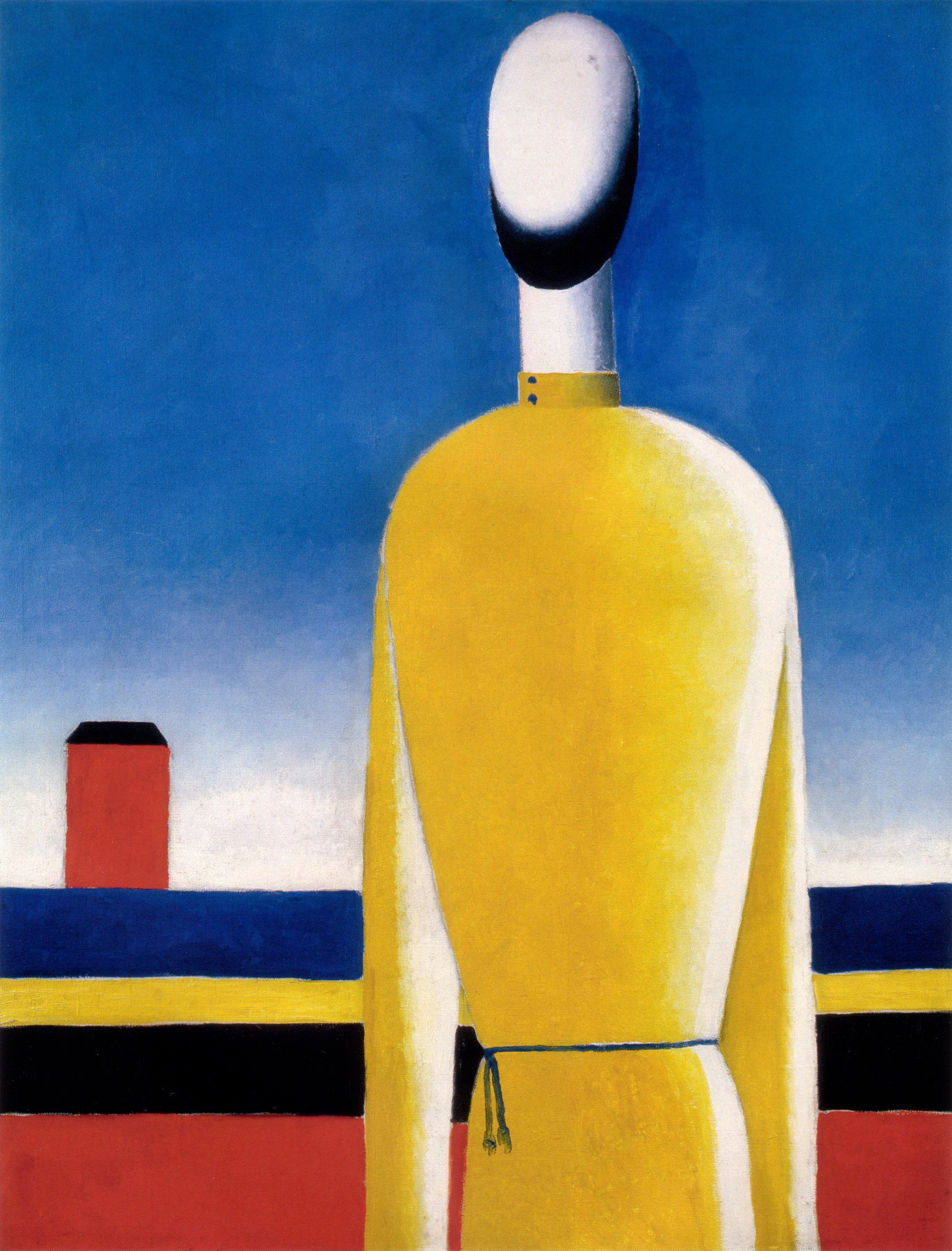
كازيمير ماليفيتش - هاجس ثقيل

البصيرة أو التبصر (بالإنجليزية: Precognition)‏ كلمة مشتقة من البادئة اللاتينية بري-، وتعني «مسبق» وكوغنيتو، وتعني «اكتساب المعرفة»، يُسمى أيضًا علم الغيب أو الرؤية المستقبلية، وهو قدرة روحانية مزعومة على رؤية الأحداث المستقبلية.
مثل غيره من الظواهر الخارقة للطبيعة، لا يوجد دليل علمي مقبول على أن التبصر حقيقي، ويعتبر من العلوم الزائفة على نطاق واسع. يبدو أيضًا أن التبصر يتعدى على مبدأ السببية، الذي يقضي أن التأثير لا يمكن أن يحدث قبل سببه.
عُرف التبصر على نطاق واسع عبر التاريخ. رغم عدم وجود أدلة علمية، يعتقد الكثير من الناس أنه حقيقي؛ أُبلغ عن عدة أحداث مرتبطة بالتبصر وما يزال موضوعًا للبحث والمناقشة ضمن مجتمع علم التخاطر (ما وراء علم النفس).

## التاريخ

### العصور القديمة
منذ العصور القديمة، ارتبط التبصر بحالات الغشية والأحلام المرتبطة بظواهر مثل النبوءة والعرافة والرؤية الثانية، بالإضافة إلى هواجس اليقظة. قُبلت هذه الظواهر على نطاق واسع واستمرت التقارير عبر التاريخ، مع ظهور معظم الحالات في الأحلام.
لم تمر مثل هذه الادعاءات برؤية المستقبل دون منتقديها المشككين. أجرى أرسطو تحقيقًا في الأحلام التنبئية المزعومة في كتابه أون ديفينيشن إن سليب (حول التنبؤ أثناء النوم). ذكر أنه «من المعقول تمامًا أن تكون بعض الأحلام رموزًا وأسبابًا [لأحداث مستقبلية]» ولكنه يعتقد أيضًا أن «معظم الأحلام [المسماة بالنبوءة]، تُصنف على أنها محض مصادفات ...». اقترح ديموقريطوس أن الحالم قد يرى انبثاقات من أحداث مستقبلية مرسلة إليه عبر الحلم، بينما اقترح أرسطو أن انطباعات الحالم الحسية هي التي تؤدي إلى الحدث.

### القرنين السابع عشر والتاسع عشر
ظهر مصطلح «التبصر» لأول مرة في القرن السابع عشر، لكنه لم يصبح شائع الاستخدام بين الباحثين إلا بعد ذلك بوقت طويل.
نشر المبشر الأب بي. بويلات بحثًا حول مزاعم التبصر في عام 1883. ادعى أنه طرح سؤالًا خفيًا على طبيب ساحر أفريقي لا يثق به. على عكس توقعاته، أعطاه الطبيب الساحر الإجابة الصحيحة دون سماع السؤال.

### أوائل القرن العشرين
في أوائل القرن العشرين، عاش مهندس الطيران البريطاني، جي. دبليو. دن، عدة تجارب تضمنت أحلام اعتبرها تنبئية. طور تقنيات لتسجيلها وتحليلها، وتحديد أي تطابق بين تجاربه المستقبلية وأحلامه المسجلة. أبلغ عن النتائج التي توصل إليها في كتابه عام 1927 آن إكسبيريمنت ويذ تايم (تجربة مع الزمن). يزعم فيه أن 10% من أحلامه بدت وكأنها تتضمن بعض عناصر تجاربه المستقبلية. أقنع بعض الأصدقاء بإجراء التجربة على أنفسهم، وكانت النتائج متباينة. خلص دن إلى أن العناصر التنبئية في الأحلام شائعة وأن الكثير من الناس يمتلكونها دون علمٍ منهم. اقترح أيضًا أن التبصر في الأحلام لا يشير إلى الأحداث المستقبلية، بل يشير تحديدًا إلى التجارب المستقبلية للحالم. وصل إلى هذه الفكرة عندما وجد أن حلمه بانفجار بركاني لم يتوقع الكارثة نفسها، بل قراءته الخاطئة لاحقًا لرواية غير دقيقة في إحدى الصحف. في عام 1932، ساعد جمعية الأبحاث النفسية في إجراء تجربة أكثر رسمية، لكنه لم يتفق والباحث الرئيسي للجمعية، ثيودور بيستيرمان، على أهمية النتائج. مع ذلك، ذكر الفيلسوف سي. دي. برود «النظرية الوحيدة المعروفة لي والتي تبدو جديرة بالاهتمام هي تلك التي اقترحها السيد دن في كتاب تجربته مع الزمن».
في عام 1932، اختُطف ابن تشارلز لندبرغ الرضيع وقتل ودفن بين الأشجار. اختبر عالما النفس هنري موراي ود. ر. ويلر الأحلام التنبئية من خلال دعوة الجمهور للإبلاغ عن أي أحلام متعلقة بالطفل. أُبلغ عن نحو 1300 حلم. تصور 5% منهم فقط أن الطفل قد مات وتصور 4% فقط من 1300 موقع القبر بين الأشجار. لم يكن هذا الرقم أكثر من محض صدفة.

### أواخر القرن العشرين
مع ظهور التكنولوجيا الحديثة، طورت مزيد من التقنيات الآلية للاختبارات التي لا تعتمد على التسجيل اليدوي للتكافؤ بين الأهداف والتخمينات، والتي يمكن فيها اختبار الأهداف بشكل أكثر موثوقية وسهولة على نحو عشوائي. في عام 1969، قدم هيلموت شميت مولدات الأحداث العشوائية عالية السرعة لاختبار حوادث التبصر، أجريت أيضًا تجارب في مختبر برينستون لبحوث الشذوذ الهندسي. مرة أخرى، عثر على عيوب في جميع تجارب شميت، عندما وجد عالم النفس سي. إي. إم. هانزل أنه لم يتخذ العديد من الاحتياطات الضرورية.
في عام 1963، بث برنامج بي بي سي التليفزيوني مونيتور نداءً من الكاتب جيه.بي بريستلي للإبلاغ عن التجارب التي تتحدى الفهم الأساسي للزمن. تلقى المئات من الرسائل ردًا عليه، ويعتقد أن العديد منها وصف أحلامًا تنبئية حقيقية. I في عام 2014، أعاد مذيع راديو بي بي سي 4، فرانسيس سبوفورد، النظر في عمل بريستلي وعلاقته بأفكار جي. دبليو. دن.
استخدم عالم النفس في أتلانتا، ديفيد ريباك، نهج استبيان استقصائي للتحقيق في الأحلام التنبئية لدى طلاب الجامعات. أظهر الاستطلاع الذي أجراه على أكثر من 433 مشاركًا أن 290 أو 66.9% أبلغوا عن أحد أشكال الأحلام الخارقة. رفض العديد من هذه التقارير، لكنه ادعى أن 8.8% من السكان لديهم أحلام تنبئية فعلية.
اقترح العضو السابق في جمعية الأبحاث النفسية، جي. دبليو. لامبرت، خمسة معايير يجب تحقيقها قبل اعتبار موثوقية أي حلم تنبئي:
1. يجب الإبلاغ عن الحلم لشاهد موثوق به قبل وقوع الحدث.
2. يجب أن تكون الفترة الزمنية بين الحلم والحدث قصيرة.
3. يجب أن يكون الحدث غير متوقع وقت الحلم.
4. يجب أن يكون وصف الحدث حرفيًا وليس رمزيًا.
5. يجب تسجيل تفاصيل الحلم والحدث.

### القرن الواحد والعشرين
في عام 2011، نشر عالم النفس والأستاذ الفخري بجامعة كورنيل، داريل بيم، نتائج تظهر أدلة إحصائية على التبصر في مجلة جورنال أوف بيرسوناليتي أند سوشال سايكولوجي. تعرضت الورقة لانتقادات شديدة واتسع نطاق النقد ليشمل المجلة نفسها ومصداقية عملية مراجعة الأقران. استمر الجدل العام حول الورقة حتى في عام 2012، عندما نشرت النتائج كمحاولة مستقلة لإعادة إنتاج نتائج بيم، لكن المحاولة باءت بالفشل.

## النقد العلمي
تعد ادعاءات التبصر، مثل أي ادعاءات أخرى، معرضة للنقد العلمي. لكن يجب أن تتكيف طبيعة النقد مع طبيعة الادعاء.
يُنتقد التبصر على أساسين رئيسيين:
- لا توجد آلية علمية معروفة تسمح بالتبصر. يبدو أنه يتطلب إما فعل عن بعد أو تخاطر، ما ينتهك القوانين العلمية المعروفة.[24]
- لم تنتج الأعمال التجريبية أي دليل علمي مقبول على وجود التبصر.

لهذه الأساب، يعتبر التبصر علمًا زائفًا على نطاق واسع.

### انتهاك القانون الطبيعي
ينتهك التبصر مبدأ الأسبقية (السببية)، الذي يقضي أن التأثير لا يحدث قبل سببه. كي تعود المعلومات وراءً بالزمن يجب أن تحملها جسيمات فيزيائية تذهب بنفس الاتجاه. تشير الأدلة التجريبية في مجال فيزياء الطاقة العالية إلى أن هذا الأمر مستحيل. لذلك لا يوجد دليل فيزيائي مباشر على التبصر».
يتناقض التبصر مع «معظم بحوث علم الأعصاب وعلم النفس، من الفيزيولوجيا الكهربائية والتصوير العصبي إلى التأثيرات الزمنية في البحوث الفيزيولوجية النفسية».